# Saint-Pierre-de-Bailleul
Saint-Pierre-de-Bailleul és un municipi francès situat al departament de l'Eure i a la regió de Normandia. L'any 2007 tenia 1.021 habitants.

## Demografia

### Població
El 2007 la població de fet de Saint-Pierre-de-Bailleul era de 1.021 persones. Hi havia 371 famílies de les quals 60 eren unipersonals (40 homes vivint sols i 20 dones vivint soles), 120 parelles sense fills, 175 parelles amb fills i 16 famílies monoparentals amb fills.
La població ha evolucionat segons el següent gràfic:
Habitants censats

### Habitatges
El 2007 hi havia 417 habitatges, 372 eren l'habitatge principal de la família, 29 eren segones residències i 16 estaven desocupats. 409 eren cases i 6 eren apartaments. Dels 372 habitatges principals, 325 estaven ocupats pels seus propietaris, 38 estaven llogats i ocupats pels llogaters i 9 estaven cedits a títol gratuït; 1 tenia una cambra, 16 en tenien dues, 39 en tenien tres, 92 en tenien quatre i 224 en tenien cinc o més. 316 habitatges disposaven pel capbaix d'una plaça de pàrquing. A 145 habitatges hi havia un automòbil i a 212 n'hi havia dos o més.

### Piràmide de població
La piràmide de població per edats i sexe el 2009 era:
| Homes | Edats   | Dones |
| ----- | ------- | ----- |
| 1     | 95 o +  | 0     |
| 0     | 90 a 94 | 0     |
| 1     | 85 a 89 | 1     |
| 10    | 80 a 84 | 5     |
| 3     | 75 a 79 | 20    |
| 9     | 70 a 74 | 5     |
| 16    | 65 a 69 | 19    |
| 20    | 60 a 64 | 13    |
| 19    | 55 a 59 | 30    |
| 31    | 50 a 54 | 26    |
| 37    | 45 a 49 | 35    |
| 49    | 40 a 44 | 35    |
| 41    | 35 a 39 | 51    |
| 22    | 30 a 34 | 41    |
| 21    | 25 a 29 | 14    |
| 19    | 20 a 24 | 16    |
| 40    | 15 a 19 | 25    |
| 46    | 10 a 14 | 30    |
| 30    | 5 a 9   | 57    |
| 26    | 0 a 4   | 29    |

## Economia
El 2007 la població en edat de treballar era de 675 persones, 516 eren actives i 159 eren inactives. De les 516 persones actives 460 estaven ocupades (254 homes i 206 dones) i 56 estaven aturades (26 homes i 30 dones). De les 159 persones inactives 47 estaven jubilades, 60 estaven estudiant i 52 estaven classificades com a «altres inactius».

### Ingressos
El 2009 a Saint-Pierre-de-Bailleul hi havia 365 unitats fiscals que integraven 1.010 persones, la mediana anual d'ingressos fiscals per persona era de 22.906 €.

### Activitats econòmiques
Dels 32 establiments que hi havia el 2007, 1 era d'una empresa de fabricació d'altres productes industrials, 4 d'empreses de construcció, 7 d'empreses de comerç i reparació d'automòbils, 1 d'una empresa de transport, 3 d'empreses d'hostatgeria i restauració, 1 d'una empresa financera, 3 d'empreses immobiliàries, 6 d'empreses de serveis, 2 d'entitats de l'administració pública i 4 d'empreses classificades com a «altres activitats de serveis».
Dels 3 establiments de servei als particulars que hi havia el 2009, 1 era un taller de reparació d'automòbils i de material agrícola i 2 paletes.
L'únic establiment comercial que hi havia el 2009 era una botiga de roba.
L'any 2000 a Saint-Pierre-de-Bailleul hi havia 9 explotacions agrícoles que ocupaven un total de 188 hectàrees.

## Equipaments sanitaris i escolars
El 2009 hi havia 1 escola maternal i 1 escola elemental.

## Poblacions més properes
El següent diagrama mostra les poblacions més properes.